# Deutscher Eislauf-Verband
Der Deutsche Eislauf-Verband (DELV) war der nationale Eissportverband der Deutschen Demokratischen Republik, der am 31. August 1958 gegründet wurde und in Berlin seinen Sitz hatte. Zum Verband gehörten die Sektionen Eishockey, Eisschnelllauf, Eiskunstlauf sowie Eisstockschießen.
Am 31. August 1958 wurde in den Clubräumen des TSC Oberschöneweide der Verband gegründet, in dem alle Eishockeyspieler, Kunst- und Schnellläufer sowie die Eisschützen vereinigt waren. Zum Präsidenten wählten Delegierte, unter ihnen der Meister des Sports Helmut Kuhnert, einstimmig den bisherigen Präsidenten der Sektion Eis- und Rollhockey Heinz Dragunski vom SC Dynamo Berlin. Im vorgelegten Rechenschaftsbericht wurden schonungslos Mängel und Schwächen der Vergangenheit aufgedeckt. Für die künftige Arbeit wurden klare Zielsetzungen zur Leistungssteigerung beschlossen.

## Eishockey
Noch als Sektion Eis- und Rollhockey des Deutschen Sportausschusses wurde die spätere Sektion Eishockey des DELV am 9. Juni 1954 in den Weltverband IIHF aufgenommen.
Das erste Länderspiel der DDR fand dagegen schon am 28. Januar 1951 im Osten Berlins gegen Polen statt (3:8). 1956 nahm die DDR erstmals an einer B-Weltmeisterschaft teil. 1968 war die DDR zum einzigen Mal bei den Olympischen Spielen (in Grenoble) vertreten. Die Qualifikation für die vorangegangenen Winterspiele 1956 gewann die westdeutsche Auswahl, und auch 1960 und 1964 ging jeweils die westdeutsche DEB-Auswahlmannschaft in den Qualifikationsspielen als Sieger vom Eis.
Neben der Betreuung der DDR-Nationalmannschaft führte der Verband auch den Ligenspielbetrieb in der DDR durch. Dazu gehörten bis 1970 die Oberliga sowie die Gruppenliga. Ab 1970 wurde durch den Leistungssportbeschluss die Oberliga auf zwei Teilnehmer begrenzt, während die Gruppenliga durch die jährliche Bestenermittlung ersetzt wurde.
1990 nahm die DDR letztmals an einer Weltmeisterschaft teil. Bereits im Vorfeld trat die Eishockey-Sektion aus dem DELV aus und konstituierte sich im Januar 1990 als eigenständiger Deutscher Eishockey-Verband der DDR, der umgehend Gespräche mit dem Deutschen Eishockey-Bund hinsichtlich einer gemeinsamen Zusammenarbeit aufnahm. Mit Wirkung zum 31. August 1990 trat der DDR-Verband aus der IIHF aus. Am 11. September 1990 folgte die Eingliederung in den Deutschen Eishockey-Bund, am 14. September 1990 starteten die beiden bisherigen Oberligaclubs EHC Dynamo Berlin und PEV Weißwasser in der Eishockey-Bundesliga. Damit war Eishockey die erste Sportart, in der die Ligen der BRD und der DDR vereinigt wurden.

## Eisschnelllauf
Die Eisschnellläufer der DDR gehörten zur internationalen Spitze und sammelten bei fast allen internationalen Wettkämpfen Medaillen für die DDR.